# Distretto di Armagh, Banbridge e Craigavon
Il distretto di Armagh City, Banbridge e Craigavon è uno dei distretti dell'Irlanda del Nord, nel Regno Unito. 
È stato creato nell'ambito della riforma amministrativa entrata in vigore il 1º aprile 2015 unendo i territori dei distretti di Armagh, Banbridge e parte di quello di Craigavon.

## Geografia fisica
Il distretto si estende sulle ex-contee di Armagh e Down, comprendendo l'alta valle Bann e gran parte della sponda meridionale del Lough Neagh, così come la città di Armagh. Ha un elettorato di 124.996 persone.